# João Saldanha
João Alves Jobim Saldanha (Alegrete, 3 de julho de 1917 — Roma, 12 de julho de 1990) foi um militante político, jornalista, escritor e treinador de futebol brasileiro.
Atuou profissionalmente por alguns anos no Botafogo, mas abandonou a carreira e se graduou em jornalismo, tendo se tornado um dos mais destacados da crônica esportiva brasileira. Como técnico de futebol, levou o Botafogo ao título carioca de 1957 e a Seleção Brasileira a classificar-se para a Copa do Mundo de 1970. Foi afastado do comando da seleção nacional meses antes do início da competição, em uma história até hoje não esclarecida.
Apelidado por Nelson Rodrigues como João Sem-Medo, militou por toda sua vida adulta no Partido Comunista Brasileiro e chegou à sua cúpula.

## Biografia
Saldanha nasceu no Alegrete, no estado do Rio Grande do Sul, no dia 3 de julho de 1917. Sua família envolveu-se na Revolução de 1923 e Saldanha, aos 6 anos, ajudava no contrabando de munição entre Brasil e Uruguai. No mesmo ano, a família refugiou-se em Rivera. Ao fim do conflito, os Saldanha voltaram para o Rio Grande do Sul e, no ano seguinte, foram para o Paraná. Após percorrer várias cidades do interior, decidiram se instalar em Curitiba.

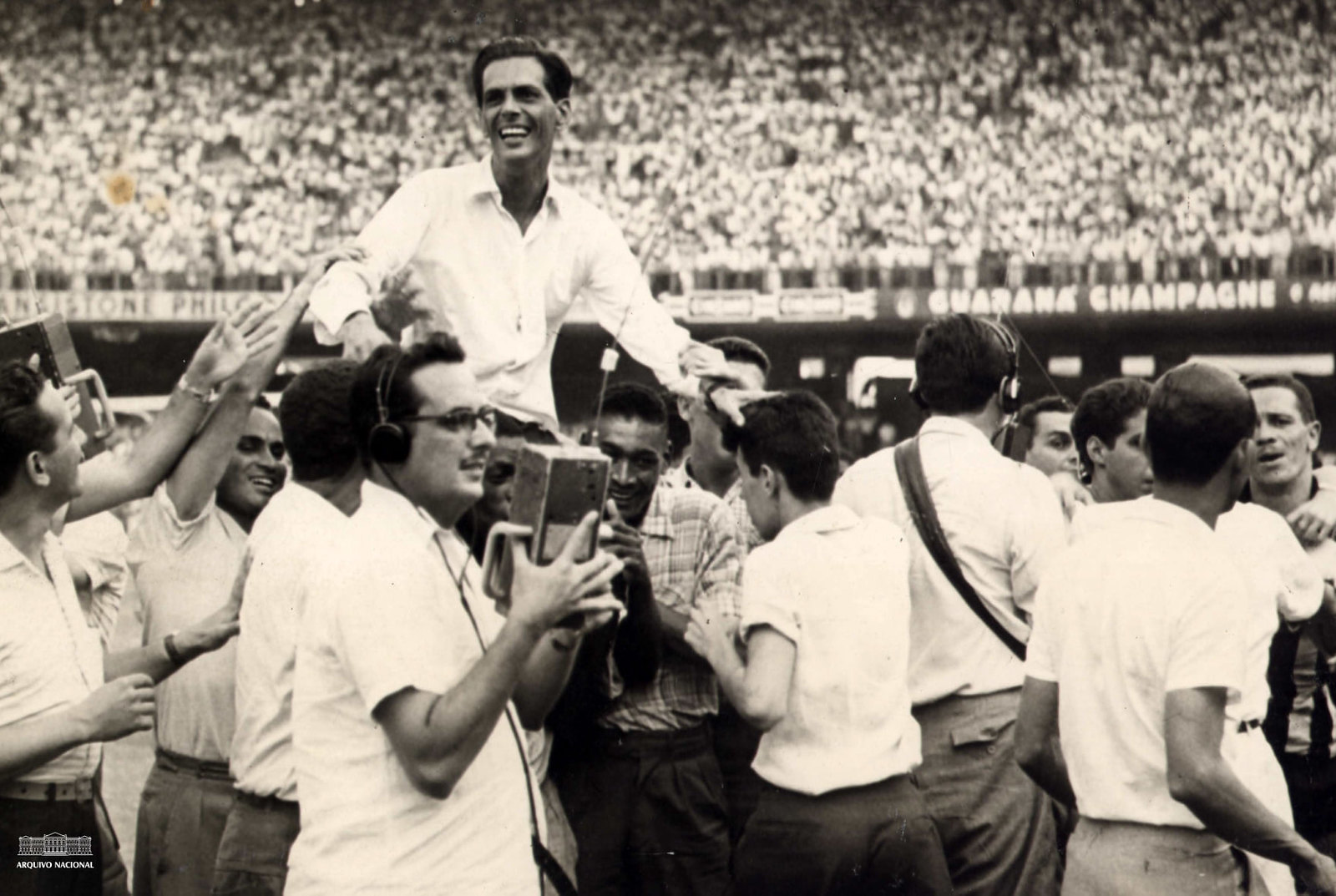
No Maracanã, João Saldanha é carregado em festa, após o título carioca de 1957, Botafogo 6-2 Fluminense.

O primeiro grande contato de João com o futebol aconteceu ali, pois a casa comprada por Gaspar Saldanha, seu pai, ficava a dois quarteirões do campo do Atlético Paranaense, onde sempre ia assistir aos treinos das divisões de base, permitindo a proximidade do garoto com o futebol. Além disso, a casa da família em Curitiba permitia uma integração com toda a garotada da vizinhança, que organizava times, campeonatos, jogos, enfim, tudo dentro do estilo de vida da expansão urbana e das novas modas citadinas. Ali, João completaria o primário na mesma escola de um garoto que ainda seria importantíssimo personagem na história nacional como presidente da República: Jânio Quadros. Em 1928, a família voltou para o Rio Grande do Sul, com o pai de Saldanha aliando-se a Getúlio Vargas. Quando este tornou-se presidente do Brasil, a família foi para o Rio de Janeiro, onde Gaspar ganhou um cartório. Filiou-se ao Partido Comunista Brasileiro com pouco tempo estabilizado no Rio e engajou-se em muitas campanhas do partido. Logo mais, se tornaria um dos mais ferrenhos opositores da ditadura militar brasileira e figura de destaque no "Partidão". Tornou-se secretário-geral da União da Juventude Comunista, chegando a ser mantido preso e fichado no DOPS em 1947.
Jogou futebol profissionalmente por uns poucos anos no clube carioca do Botafogo. Formou-se em Direito pela Faculdade Nacional de Direito da Universidade do Brasil, atual UFRJ. Estudou Jornalismo e se tornou um dos mais destacados cronistas esportivos brasileiros, começando a carreira em 1960. Incentivado por amigos e por sua esposa na época, Ruth (irmã do jornalista Rui Viotti), aceitou o convite para fazer um teste para integrar a equipe da Rádio Guanabara (atual Bandeirantes AM), montada por Édson Leite. A partir daí, acumulou passagens marcantes pelas rádios Nacional, Globo, Tupi e Jornal do Brasil, TVs Rio, Manchete e Globo (onde apresentou seus comentários esportivos no programa Dois Minutos com João Saldanha) e assinou colunas nos jornais Última Hora, O Globo, Jornal do Brasil e revista Placar. Com toda sua experiência vivida no futebol, não media palavras ao criticar jogadores, treinadores e dirigentes, conquistando fãs e desafetos.
Entre 1939 e 1940, Saldanha foi o intérprete no Botafogo do técnico húngaro Dori Kürschner, com quem aprendeu sobre tática no futebol. Foi diretor de futebol do clube a partir de 1944, com um intervalo entre 1949 e 1956, período em que esteve clandestino como dirigente do PCB. Saldanha foi contratado em 1957 como técnico do Botafogo, apesar de sua falta de experiência. O clube conquistou o campeonato estadual daquele ano, em uma final histórica, em que goleou o Fluminense por 6x2, com um time que contava com Garrincha, Didi e Nílton Santos. Em 4 de fevereiro de 1969, ele foi anunciado como novo treinador da seleção nacional. O presidente da Confederação Brasileira de Desportos (CBD), João Havelange, alegou que o contratou na esperança de que os jornalistas fizessem menos críticas à seleção nacional, tendo um deles como técnico.
Na Copa do Mundo de 1966, uma das principais críticas da imprensa era a falta de um time-base. Saldanha tentou resolver esse problema, convocando um time formado em sua maioria por jogadores do Santos e do Botafogo, os melhores times da época, e os conduziu a 100% de aproveitamento em seis jogos de qualificação (eliminatórias). De uma frase sua, quando teria dito que convocaria somente "feras", surgiu a expressão As feras do Saldanha, para designar aquela seleção. Graças ao seu trabalho, a seleção brasileira reconquistaria a autoestima e a confiança do torcedor, que tinha perdido depois da pífia campanha de 1966.
O time de Saldanha, que se destacou nas eliminatórias, contra Venezuela e Paraguai, com a dupla Tostão e Pelé, estava mesclado com jogadores do Santos, Botafogo e Cruzeiro. Foi uma grande ideia de Saldanha, aproveitando o entrosamento dos jogadores em seus respectivos clubes, e que formavam um 1-4-2-4 bem montado. O time brasileiro de Saldanha era: Felix, Carlos Alberto Torres, Djalma Dias, Joel e Rildo; Piazza e Gerson; Jairzinho, Tostão, Pelé e Edu.
Apesar das vitórias, Saldanha foi publicamente criticado por Dorival Knipel, conhecido como Yustrich, treinador do clube carioca Flamengo. Saldanha respondeu ao confronto brandindo um revólver. Também havia rumores de que não entendia de preparação física, havendo alguns desentendimentos com a comissão técnica sobre a condução dos treinamentos.
Como o próprio Saldanha disse em entrevista a TV Cultura, e sabido conhecimento popular, ele teria sido retirado do comando da seleção por causa da sua negativa em selecionar jogadores que eram indicados pessoalmente pelo presidente Emílio Garrastazu Médici, durante a ditadura militar, em particular o atacante Dario Maravilha. Sua punição, agravada por ser militante do Partido Comunista Brasileiro, foi a dispensa do comando da seleção meses antes do mundial, o que deixou eternos rumores do medo da ditadura de ver um comunista voltar da copa do México com a Jules Rimet nas mãos.
O último atrito foi quando o auxiliar técnico pediu para sair da seleção, dizendo que era impossível trabalhar com Saldanha. Segundo João Havelange, então presidente da CBD, o esquema adotado por Saldanha de dois pontas abertos (Jair e Edu) e o meio-campo desprotegido do Brasil, que adotava o esquema 1-4-2-4, não iria a lugar nenhum. Daí a demissão de João Saldanha e, depois de uma tentativa de se contratar Dino Sani, ele foi substituído por Mário Zagallo, ex-jogador de futebol e ganhador de duas copas: Copa do Mundo de 1958 e Copa de 1962, com seu tradicional e eficiente (na época) 1-4-3-3, montando a equipe com Félix; Carlos Alberto Torres, Brito, Piazza e Marco Antônio (depois Everaldo); Clodoaldo, Gérson e Rivelino; Jair, Tostão e Pelé.
Saldanha retornou ao jornalismo depois desse episódio e continuou a criar algumas das mais famosas citações da história do futebol brasileiro, como: "o futebol brasileiro é uma coisa jogada com música". No final da vida, foi um dos maiores críticos da europeização do futebol brasileiro, com a adoção de esquemas mais defensivos e a perda de algumas de nossas principais características, como o jogo hábil e voltado ao ataque.
Em 1985, foi pela primeira vez candidato nas primeiras eleições diretas para prefeito do Rio de Janeiro, sendo indicado pelo seu Partido, o PCB, como candidato a vice-prefeito, na chapa encabeçada pelo advogado Marcelo Cerqueira, do PSB.
Bastante debilitado devido ao vício tabagista, seu último trabalho jornalístico foi a cobertura da Copa do Mundo de 1990 para a TV Manchete. Saldanha morreu devido a um enfisema pulmonar em Roma, no dia 12 de julho de 1990.

## Títulos
Botafogo
- Campeonato Carioca: 1957

#### Prêmios individuais
- Técnico do time dos sonhos do Botafogo (Placar): 2006[13]

## Homenagens
Em sua homenagem, foi criado o Troféu João Saldanha, concedido a cada ano à equipe que termina o segundo turno do Brasileirão em primeiro lugar.